# David Crystal

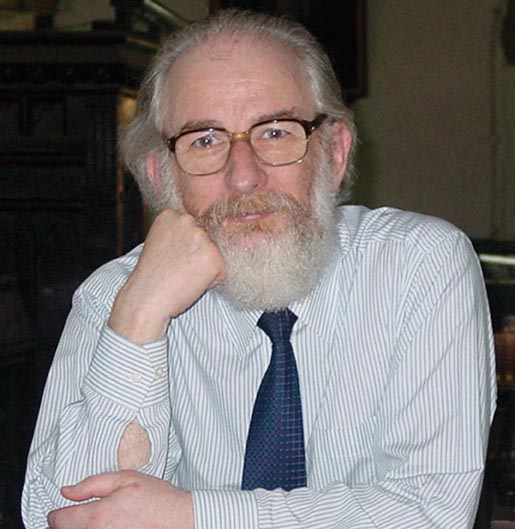
Crystal em 2004

David Crystal (Lisburn, Irlanda do Norte, 1941) é um linguista, palestrante e escritor pertencente à Ordem do Império Britânico. É reconhecidamente um dos maiores estudiosos da língua inglesa no mundo, famoso por sua teoria do inglês global, que defende a prioridade de um inglês formado por falantes não-nativos. Também participou de várias séries televisivas na BBC sobre a história da língua inglesa, onde demonstrava como era a pronúncia do inglês em vários períodos de sua história, através de textos de Geoffrey Chaucer, William Shakespeare.